# Sansevieria ascendens
Sansevieria ascendens är en sparrisväxtart som beskrevs av Leonard Eric Newton. Sansevieria ascendens ingår i släktet bajonettliljor, och familjen sparrisväxter. Inga underarter finns listade i Catalogue of Life.